# بورلی، استرالیای غربی
بورلی (به انگلیسی: Beverley) یک شهرک در استرالیا است که در استرالیای غربی واقع شده‌است.